# Lacus Temporis

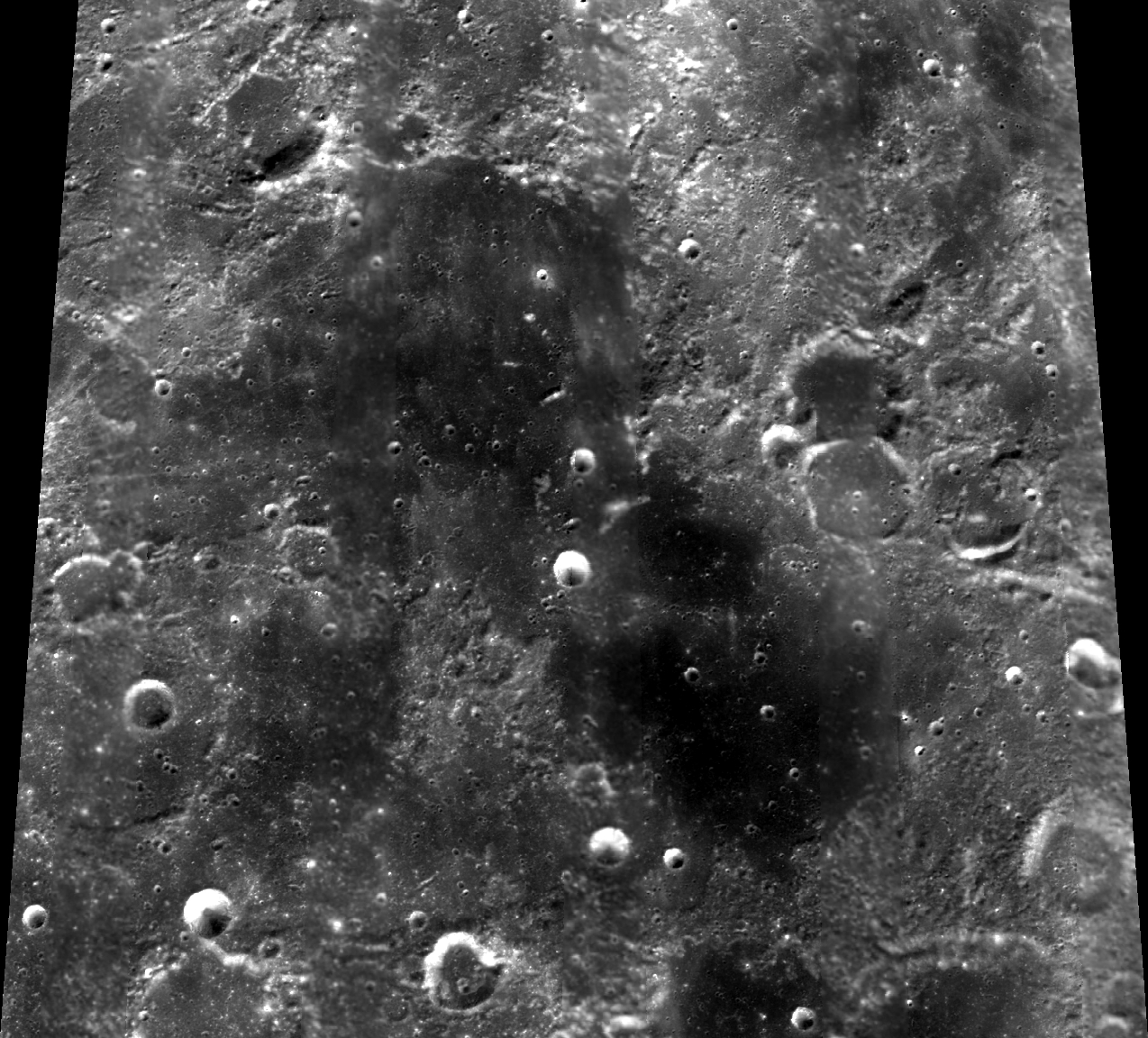
Lacus Temporis.

Lacus Temporis (česky Jezero času) je měsíční moře v severovýchodní oblasti přivrácené straně Měsíce. Má průměr cca 250 km, jeho střední selenografické souřadnice jsou 46,8° S a 56,2° V.
Severně se nachází kráter Endymion, východně kráter Mercurius a západně kráter Atlas. Jihovýchodně leží měsíční jezero Lacus Spei (Jezero naděje).

## Pojmenování
Lacus Temporis pojmenovala roku 1976 Mezinárodní astronomická unie.